# شهرستان تونجا
شهرستان تونجا (به بلغاری: Tundzha Municipality) یک شهرستان در بلغارستان است که در استان یامبول واقع شده‌است.